# Румянцевский обелиск
Румянцевский обелиск (обелиск «Румянцева победам») — памятник на Румянцевской площади Васильевского острова Санкт-Петербурга.

## История
Идея создать памятник в честь побед русских войск в русско-турецкой войне 1787—1791 годов, возникла у императрицы Екатерины II в 1795 году. В 1798 году император Павел I своим указом выделил средства на сооружение монумента в честь побед П. А. Румянцева-Задунайского, скончавшегося несколькими годами ранее:
На сооружение в память побед генерал-фельдмаршала Румянцева-Задунайского обелиска, предполагаемого быть на площади между Летним садом и Ломбардом, повелеваем исчисленную сумму 82 441 рубль отпускать в распоряжение нашего гофмаршала графа Тизенгаузена, сколь он ея когда потребует.
Монумент, созданный по проекту Винченцо Бренны, был первоначально установлен на Марсовом поле, близ реки Мойки. В связи с установкой на этом месте памятника Суворову обелиск был перенесён на другую сторону Марсова поля, к Мраморному дворцу.
В 1809 году отреставрирован архитектором А. Н. Воронихиным: восстановлены утраченные бронзовые детали.
В 1818 году, при устройстве нынешней Суворовской площади, вновь потребовался перенос памятника. Александр I сам выбрал новое место для обелиска: на Васильевском острове, на бывшем плацу между Академией Художеств и Меншиковским дворцом. Выбор нового места был обусловлен расположением в Меншиковском дворце Первого кадетского корпуса, воспитанником которого был П. А. Румянцев-Задунайский. Переносил монумент архитектор Карл Росси.
В 1866—1867 годах памятник был окружён Румянцевским садом.

## Композиция
Обелиск из сердобольского гранита, увенчанный бронзовым шаром с восседающим на нем орлом с расправленными крыльями, зрительно отделён от пьедестала из розового тивдийского и серого рускеальского мраморов путём установки на четыре угловых камня, огранённых бриллиантовым рустом. Пьедестал памятника поставлен на трехступенчатый стереобат и украшен барельефами из белого итальянского мрамора, изображающими военные трофеи, и бронзовыми гирляндами. Общая высота монумента составляет более 21 метра. Краткая надпись на бронзовой табличке гласит: «Румянцова побѣдамъ».